# Federation Professional League
La Federation Professional League (FPL) fou una lliga de futbol de Sud-àfrica que es disputà entre els anys 1969 i 1990. Fou la continuadora de la South African Soccer League, creada uns anys abans per les comunitats negra i índia del país. Des de 1982 fou la primera lliga no racial de Sud-àfrica. Amb l'aparició de la National Soccer League l'any 1984, aquesta passà a un segon nivell i acabà desapareixent.

## Historial
Font:
- 1969: Verulam Suburbs
- 1970: Cape Town Spurs
- 1971: Cape Town Spurs
- 1972: Glenville
- 1973: Cape Town Spurs
- 1974: Cape Town Spurs
- 1975: Berea
- 1976: Cape Town Spurs
- 1977: Swaraj United
- 1978: Durban City
- 1979: Cape Town Spurs
- 1980: Glenville
- 1981: Cape Town Spurs
- 1982: Glendene
- 1983: Lightbody's Santos
- 1984: Lightbody's Santos
- 1985: Swaraj United
- 1986: Lightbody's Santos
- 1987: Lightbody's Santos
- 1988: Lightbody's Santos
- 1989: Battswood
- 1990: Lightbody's Santos